# Tunbridge (Vermont)
Tunbridge és una població dels Estats Units a l'estat de Vermont. Segons el cens del 2000 tenia 1.309 habitants.

## Demografia
Segons el cens del 2000, Tunbridge tenia 1.309 habitants, 513 habitatges, i 362 famílies. La densitat de població era d'11,3 habitants per km².
Per edats la població es repartia de la següent manera: un 25,4% tenia menys de 18 anys, un 5,1% entre 18 i 24, un 31,5% entre 25 i 44, un 24,8% de 45 a 60 i un 13,2% 65 anys o més.
L'edat mediana era de 38 anys. Per cada 100 dones de 18 o més anys hi havia 95,4 homes.
La renda mediana per habitatge era de 40.855 $ i la renda mediana per família de 45.670 $. Els homes tenien una renda mediana de 27.465 $ mentre que les dones 23.182 $. La renda per capita de la població era de 19.934 $. Entorn del 8,4% de les famílies i el 12,1% de la població estaven per davall del llindar de pobresa.